# St-Rémi (Itterswiller)

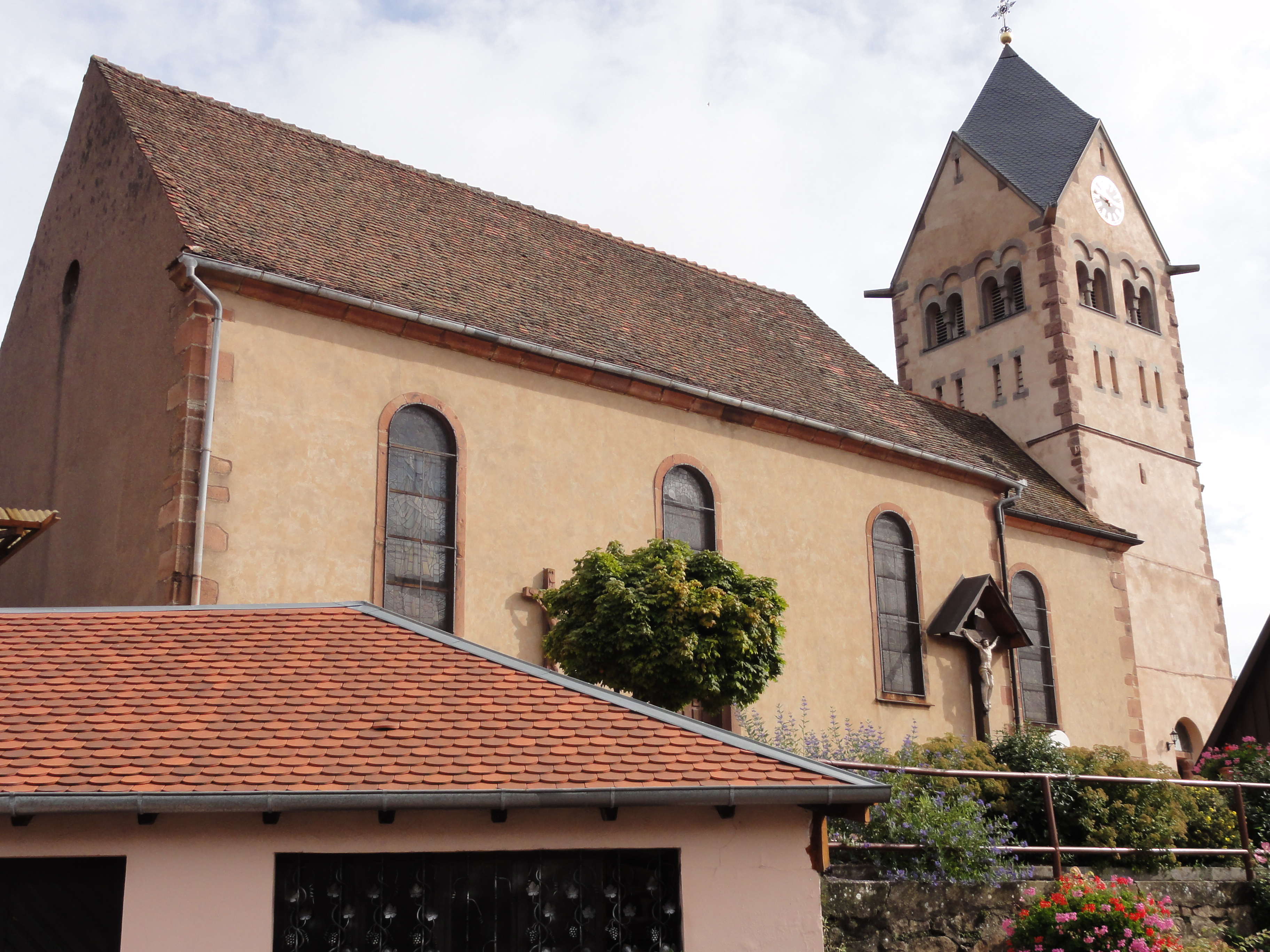
Saint-Rémi

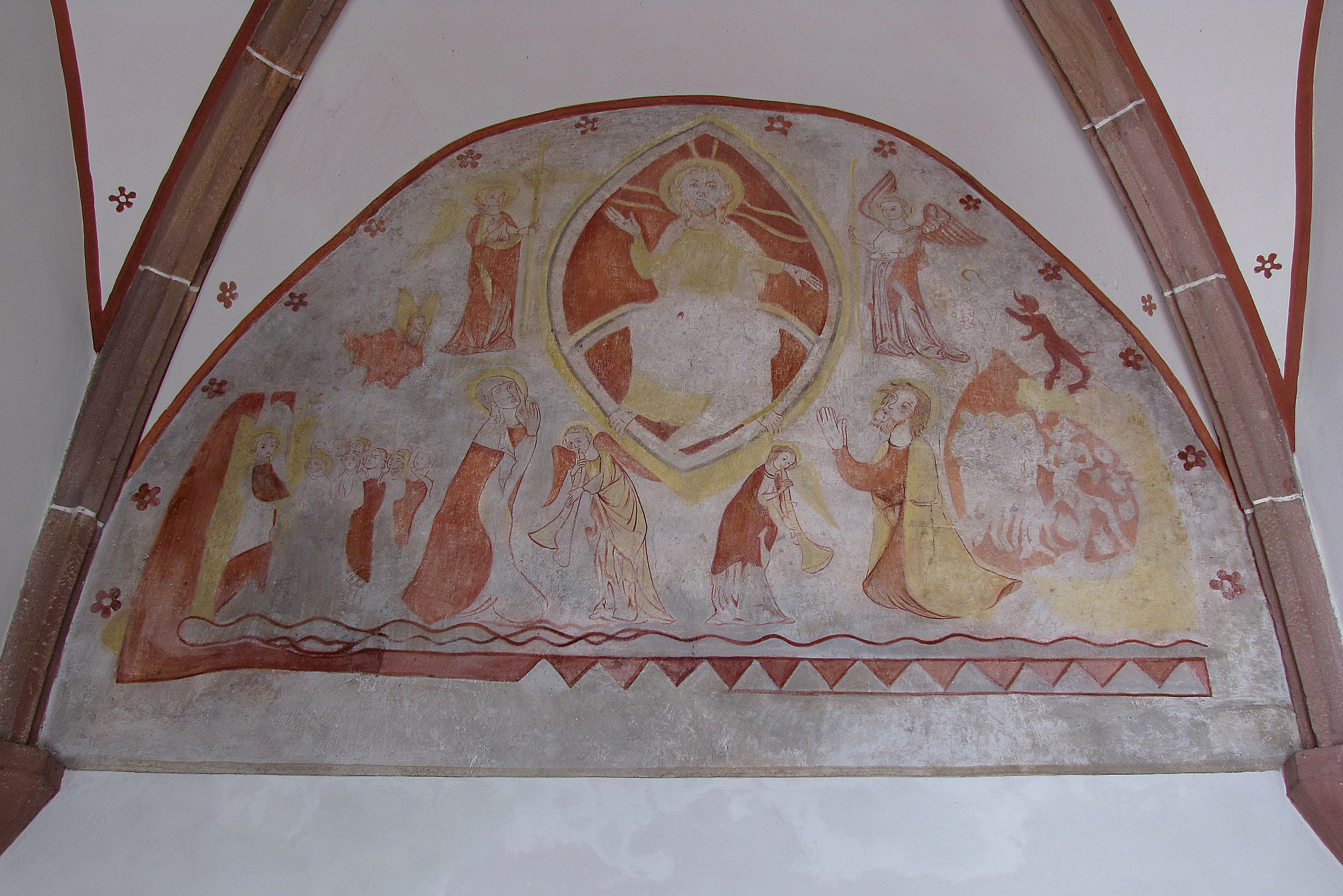
Fresko aus dem 14. Jahrhundert im Turm

Saint-Rémi ist ein römisch-katholisches Kirchengebäude in Itterswiller  (Département Bas-Rhin) in der Region Elsass. Die Kirche ist seit 1988 eingetragen im Verzeichnis des kulturellen Erbes in Frankreich und gehört zum Erzbistum Straßburg. Der Turm ist einschließlich der Wandmalereien an der Nordwand des Untergeschosses als Monument historique eingestuft.

## Baugeschichte und Beschreibung
Die Kirche Saint-Rémi geht zurück auf einen romanischen Vorgängerbau mit Chorturm, von dem die drei unteren Geschosse aus der zweiten Hälfte des 12. Jahrhunderts erhalten sind, in dem sich Fresken des Jüngsten Gerichts aus dem 14. Jahrhundert befinden. Das Langhaus stammt aus dem Jahr 1777, die neuromanischen Obergeschosse des Turms wurden 1919 hinzugefügt.